# 8560 Tsubaki
8560 Tsubaki este un asteroid din centura principală de asteroizi.

## Descriere
8560 Tsubaki este un asteroid din centura principală de asteroizi. A fost descoperit pe 20 septembrie 1995 la Kitami de Kin Endate și Kazuro Watanabe. El prezintă o orbită caracterizată de o semiaxă mare de 2,96 ua, o excentricitate de 0,07 și o înclinație de 13,4° în raport cu ecliptica.